# 엘 사데유 비취아뷔
엘 사데유 비취아뷔(영어: El Chadaille Bitshiabu, 2005년 5월 16일 ~ )는 분데스리가 클럽 RB 라이프치히에서 센터백으로 활약하는 프랑스 프로 축구 선수이다.

## 클럽 경력
비취아뷔는 미국 청소년 선수였다. 2017년에 파리 생제르맹 아카데미에 합류한 비취아뷔는 2017년 말 친선 토너먼트에서 나이에 비해 뛰어난 키로 언론에게 주목을 받았다.
2020년 7월 27일 비취아뷔는 파리 생제르맹과 3년 계약을 맺었다. 그리고 다음 주 8월 5일에 소쇼와의 친선 경기에서 시니어 팀 첫 출전을 했다. 2021년 비취아뷔는 파리 생제르맹과 2024년 6월까지 파리에서 뛰는 프로 첫 계약을 체결했다. 2022년 4월 20일 그는 앙제를 상대로 3-0 원정 승리를 거두며 교체 선수로 리그 1 데뷔전을 치렀다. 이 경기에서 비취아뷔는 16세 213일의 나이로 데뷔하여 구단에 공식 경기에 출전한 최연소 선수가 되었다.
2022년 12월 28일, 비취아뷔는 스트라스부르와의 경기에서 PSG의 첫 선발 출전을 했으며 , 부상으로 인해 후안 베르나트의 빈자리를 채우기 위해 레프트 백으로 뛰었다. 경기 후 크리스토프 갈티에 감독은 비취아뷔의 경기력을 "매우 훌륭하다"고 칭찬했다. 2023년 3월 8일, 그는 전반전 에서 부상 당한 노르디 무키엘레를 대신하여 16강 2차 전 바이에른 뮌헨 과의 경기에서 UEFA 챔피언스리그 데뷔전을 치렀다.